# Verbka, Kovel
Verbka (în ucraineană Вербка) este un sat în comuna Dubove din raionul Kovel, regiunea Volînia, Ucraina.

## Demografie
Componența lingvistică a localității Verbka
     Ucraineană (98,57%)
     Rusă (1,43%)
Conform recensământului din 2001, majoritatea populației localității Verbka era vorbitoare de ucraineană (98,57%), existând în minoritate și vorbitori de rusă (1,43%).